# スタンリー・タレンタイン
スタンリー・タレンタイン（Stanley Turrentine、1934年4月5日 - 2000年9月12日）は、アメリカ合衆国のテナー・サクソフーォン奏者。「ミスターT」や「ザ・シュガー・マン」の愛称でも知られる。出生名はスタンリー・ウィリアム・タレンタイン（Stanley William Turrentine）。

## 略歴
ピッツバーグのヒル区にて音楽家の家庭に生まれる。父トマス・シニアは、アル・クーパーのサヴォイ・サルタンズのサクソフォーン奏者で、母親はストライド・ピアノの演奏家、長兄トミーはジャズ・トランペッターであった。ブルースやリズム・アンド・ブルースのバンドで活動を開始し、当初はイリノイ・ジャケーに大きな影響を受けた。1950年代はローウェル・フルソンやアール・ボスティックのグループと、1950年代の末から1960年代の初頭にかけては、マックス・ローチのグループと活動を共にした。
1960年にオルガニストのシャーリー・スコットと結婚して、しばしば2人で共演した。1960年代にオルガニストのジミー・スミスと共演するようになり、録音においても、自らはリーダーを務めながらスミスと共演して、多くのソウル・ジャズの録音に取り組んだ。1970年代には、職業上の亀裂からシャーリー・スコットと離婚した後、フュージョンに転向し、ミルト・ジャクソンやボブ・ジェームス、リチャード・ティー、イドリス・ムハンマド、ロン・カーター、エリック・ゲイルらと共演した。1980年代から1990年代まではソウル・ジャズに再転向した。1990年代から歿年までメリーランド州のフォート・ワシントンに暮らした。
2000年9月に脳卒中のためニューヨーク・シティにて死去し、ピッツバーグのアレゲニー墓地に埋葬された。

## ディスコグラフィ

### リーダー・アルバム
ブルーノート・レコード
- 『ルック・アウト』 - Look Out! (1960年)
- 『ブルー・アワー』 - Blue Hour (1960年) ※with ザ・スリー・サウンズ
- 『カミン・ユア・ウェイ』 - Comin' Your Way (1961年)
- 『アップ・アット・ミントンズ Vol.1』 - Up at "Minton's" Volume 1 (1961年) ※ライブ
- 『アップ・アット・ミントンズ Vol.2』 - Up at "Minton's", Volume 2 (1961年) ※ライブ
- 『ディアリー・ビラヴド』 - Dearly Beloved (1961年) ※with シャーリー・スコット
- 『ザッツ・ホエア・イッツ・アット』 - That's Where It's At (1962年) ※with レス・マッキャン
- 『ネヴァー・レット・ミー・ゴー』 - Never Let Me Go (1963年) ※with シャーリー・スコット
- 『ア・チップ・オフ・ジ・オールド・ブロック』 - A Chip Off the Old Block (1963年) ※with シャーリー・スコット
- 『ハスリン』 - Hustlin' (1964年) ※with シャーリー・スコット
- 『ジョイライド』 - Joyride (1965年)
- 『ラフ・ン・タンブル』 - Rough 'n' Tumble (1966年)
- 『ザ・スポイラー』 - The Spoiler (1967年) ※1966年録音
- 『イージー・ウォーカー』 - Easy Walker (1968年) ※1966年録音
- 『ザ・ルック・オブ・ラヴ』 - The Look of Love (1968年)
- 『コモン・タッチ』 - Common Touch (1968年) ※with シャーリー・スコット
- 『オールウェイズ・サムシング・ゼア』 - Always Something There (1968年)
- 『アナザー・ストーリー』 - Another Story (1969年)
- Stanley Turrentine (1975年)
- 『ジュビリー・シャウト』 - Jubilee Shouts (1978年)
- 『ニュー・タイム・シャッフル』 - New Time Shuffle (1979年) ※1967年録音
- 『イン・メモリー・オブ』 - In Memory Of (1980年) ※1964年録音
- 『ミスター・ナチュラル』 - Mr. Natural (1980年) ※1964年録音
- 『エイント・ノー・ウェイ』 - Ain't No Way (1980年) ※1968年-1969年録音
- 『ストレート・アヘッド』 - Straight Ahead (1984年) ※with ジミー・スミス
- 『Z.T.'sブルース』 - ZT's Blues (1985年) ※1961年録音
- 『ジュビリー・シャウト』 - Jubilee Shout!!! (1986年) ※1962年録音
- 『スティーヴィー・ワンダー・ソングブック』 - Wonderland (Stanley Turrentine Plays the Music of Stevie Wonder) (1986年)
- 『ラプラス街』 - La Place (1989年)
- A Bluish Bag (2007年) ※1967年録音
- The Return of the Prodigal Son (2008年) ※1967年録音

CTIレコード
- 『シュガー』 - Sugar (1970年)
- 『ジルベルト・ウィズ・タレンタイン』 - Gilberto with Turrentine (1971年) ※with アストラッド・ジルベルト
- 『ソルト・ソング』 - Salt Song (1971年)
- 『ザ・シュガー・マン』 - The Sugar Man (1975年) ※1971年録音
- 『チェリー』 - Cherry (1972年) ※with ミルト・ジャクソン
- 『イン・コンサートVol.1』 - Freddie Hubbard/Stanley Turrentine in Concert Volume One (1974年) ※1973年録音
- 『イン・コンサートVol.2』 - Freddie Hubbard/Stanley Turrentine In Concert Volume Two (1974年) ※1973年録音
- 『ミスターT』 - Don't Mess with Mister T. (1973年)

ファンタジー・レコード
- 『美しき愛のかけら』 - Pieces of Dreams (1974年)
- In the Pocket (1975年)
- 『雨を見たかい』 - Have You Ever Seen the Rain (1975年)
- 『黒い誘惑』 - Everybody Come On Out (1976年)
- 『悲しみの面影』 - The Man with the Sad Face (1976年)
- 『夜の匂い』 - Nightwings (1977年)
- 『ウエスト・サイド・ハイウェイ』 - West Side Highway (1978年) ※旧邦題『夜のハイウェイ』
- 『マンハッタン・スカイライン』 - What About You! (1978年)
- Use the Stairs (1980年)

エレクトラ・レコード
- 『ベッチャ』 - Betcha (1979年)
- 『インフレイション』 - Inflation (1980年)
- 『テンダー・トゥギャザーネス』 - Tender Togetherness (1981年)
- 『ホーム・アゲイン』 - Home Again (1982年)

その他のレーベル
- 『スタン“ザ・マン”タレンタイン』 - Stan "The Man" Turrentine (1963年、Time Records) ※1960年録音（彼の初録音アルバム）
- 『レット・イット・ゴー』 - Let It Go (1966年、Impulse!) ※with シャーリー・スコット
- Flipped – Flipped Out (1970年、Canyon Records)
- Love's Finally Found Me (1977年、Versatile Records) ※with グロリア・リン
- More Than a Mood (1992年、MusicMasters) ※with シダー・ウォルトン、ロン・カーター、ビリー・ヒギンス
- If I Could (1993年、MusicMasters) ※with ローランド・ハナ、ロン・カーター、グラディ・テイト
- T Time (1995年、MusicMasters) ※with ケニー・ドリュー・ジュニア、デイヴ・ストライカー
- Three of a Kind Meets Mr. T (1995年、Minor Music) ※with Three of a Kind (Peter Madsen、Dwayne Dolphin、Bruce Cox)
- 『ドゥ・ユー・ハヴ・エニィ・シュガー』 - Do You Have Any Sugar? (1999年、Concord)

## 参照
1. ↑  「スタンレイ・タレンタイン」「スタンリー・タレンティン」の表記もある。
2. ↑  Allmusic
3. ↑  “NPR's Jazz Profiles: Stanley Turrentine”. 2007年6月6日閲覧。
4. ↑  Nowlin, Rick (2000年9月13日). “Obituary: Hill District-born jazz great Turrentine dies”. 2007年6月6日閲覧。